# Agathon doanei
Agathon doanei is een muggensoort uit de familie van de Blephariceridae. De wetenschappelijke naam van de soort is voor het eerst geldig gepubliceerd in 1900 door Kellogg.